# Лух (ручей)
Лух (или Ерик) — ручей в Долгоруковском районе Липецкой области, правый приток Сновы. Впадает в Снову в 50 км выше её устья. Длина 15 км, площадь водосборного бассейна 154 км².

## Описание
Исток находится на западной окраине села Меньшой Колодезь. Устье у деревни Исаевка.
Питание снеговое, дождевое, родниковое. Имеет один крупный приток — река Изубриевка (правый), в нижнем течении впадают несколько небольших ручьёв. В нижнем течении одна небольшая запруда (в селе Меньшой Колодезь).
В обиходе у местного населения именуется как «Ерик».

## Данные водного реестра
По данным государственного водного реестра России относится к Донскому бассейновому округу, водохозяйственный участок реки — Дон от города Задонск до города Лиски, без рек Воронеж (от истока до Воронежского гидроузла) и Тихая Сосна, речной подбассейн реки — бассейны притоков Дона до впадения Хопра. Речной бассейн реки — Дон (российская часть бассейна).
Код объекта в государственном водном реестре — 05010100812207000002065.

## Населённые пункты от истока к устью
- Меньшой Колодезь
- Ивановка 2-я
- Дмитриевка 1-я
- Михайловский
- Изубриевка 2-я
- Исаевка

## Притоки
- 8 км: река Изубриевка (пр)